# Torres de Montes
Torres de Montes és una localitat de la comarca de la Foia d'Osca que pertany al municipi de Blecua y Torres a la província d'Osca. Situada en una fondalada 24 km a l'est d'Osca, el poble està edificat sobre un turó dominat per l'església parroquial de Sant Rafael i els Reis Mags, erigida sobre les restes d'un antic castell. El poble viu de l'agricultura, especialment del conreu dels cereals i d'explotacions ramaderes, però també és important el conreu de la vinya.

## Història
L'origen del poble se situa al segle xi amb la conquesta cristina de la terra baixa, en l'època s'edificaren castells per dominar els territoris i Torres sorgí per conquerir els castres musulmans veïns com Fañanás, Blecua i Antillón. Així com els assentaments musulmans de la mateixa zona, el més significatiu és l'assentament musulmà del puig de Santa Ana. També s'han trobat restes iberes i romanes, així com pedres foradades i coves excavades en la roca que sovint s'han relacionat amb cultures prehistòriques.
Al segle xii el poble rebia el nom de Torres de García Jiménez. El 1193 un senyor anomenat Montes de Torres feu una donació a la catedral d'Osca de diferents propietats, conservant el castell per al seu fill, i és possible que donés també nom al poble.
El 29 de setembre de 1348, el rei Pere IV d'Aragó va donar a Juan Fernández de Heredia el lloc i castell de Torres de Montes.
El 20 d'abril de 1458, el rei Joan II d'Aragó va ordenar que s'ocupés el castell de Torres de Montes mentre duressin els plets entre Felipe de Castro i Pedro Larraz.
Al segle xvi va pertànyer a Bernardo Bolea i el 1605 de Martín Bolea. El 1969 es fusionà el municipi amb la localitat de Blecua formant Blecua y Torres.

## Monuments
- Parròquia dedicada a Sants Reis
- Ermita de Sant Miquel
- Ermita de Santa Anna

Restes del castell de Torres de Montes recentment reformat 

## Demografia
| 1900 | 1910 | 1920 | 1930 | 1940 | 1950 | 1960 | 1970 | 1981 | 1991 | 2001 | 2004 | 2005 | 2006 | 2007 | 2008 | 2009 | 2010 | 2011 | 2012 | 2013 |
| ---- | ---- | ---- | ---- | ---- | ---- | ---- | ---- | ---- | ---- | ---- | ---- | ---- | ---- | ---- | ---- | ---- | ---- | ---- | ---- | ---- |
| 399  | 406  | 369  | 380  | 393  | 353  | 271  | 184  | 126  | 108  | 119  | 112  | 191  | 195  | 201  | 186  | 192  | 208  | 215  | 219  | 211  |